# Dywizja Galil
91 Dywizja Terytorialna Galil (hebr. ‏עוצבת הַגָּלִיל‎, w skrócie Galil – Galilea) – związek taktyczny piechoty zmechanizowanej Sił Obronnych Izraela. Dywizja podlega Dowództwu Północnemu.

## Historia
Dywizja została utworzona w 1978 do przeprowadzenia działań operacji Litani. Podczas wojny libańskiej (1982–1985) uczestniczyła w walkach w drugim sektorze południowego Libanu. Jej jednostki zajęły miasto Tyr oraz obozy uchodźców palestyńskich Raszidieh i Ain al-Hilweh. Następnie odegrały ważną rolę w oblężeniu Bejrutu. W II wojnie libańskiej w 2006 wzięła udział w walkach o Marun ar-Ras, Bint Dżubajl, Ajta asz-Szab i Tibnin, ale działała także w rejonie nadmorskiego miasta Tyr. Następnie odpowiadała za bezpieczeństwo granicy izraelsko-libańskiej (tzw. Niebieska Linia).
Oddziały tej dywizji wzięły udział w inwazji na Liban, gdzie uczestniczyły m.in. w zniszczeniu wsi Muhajbib.

## Struktura
| Jednostka rekonesansu: - 299 batalion piechoty (Herev) | Wojska wsparcia: - 2 Brygada Piechoty (Karmeli) (Rezerwowa) - 300 Brygada Piechoty (Bar’am) (Rezerwowa) - 769 Brygada Piechoty (Chiram) (Rezerwowa) - batalion łączności Dywizji. |

Baza wojskowa Gibor służy jako sztab Brygady Chiram, a baza wojskowa Bet Hillel jest centrum logistycznym tej brygady.